# Marhagen, Järfälla kommun

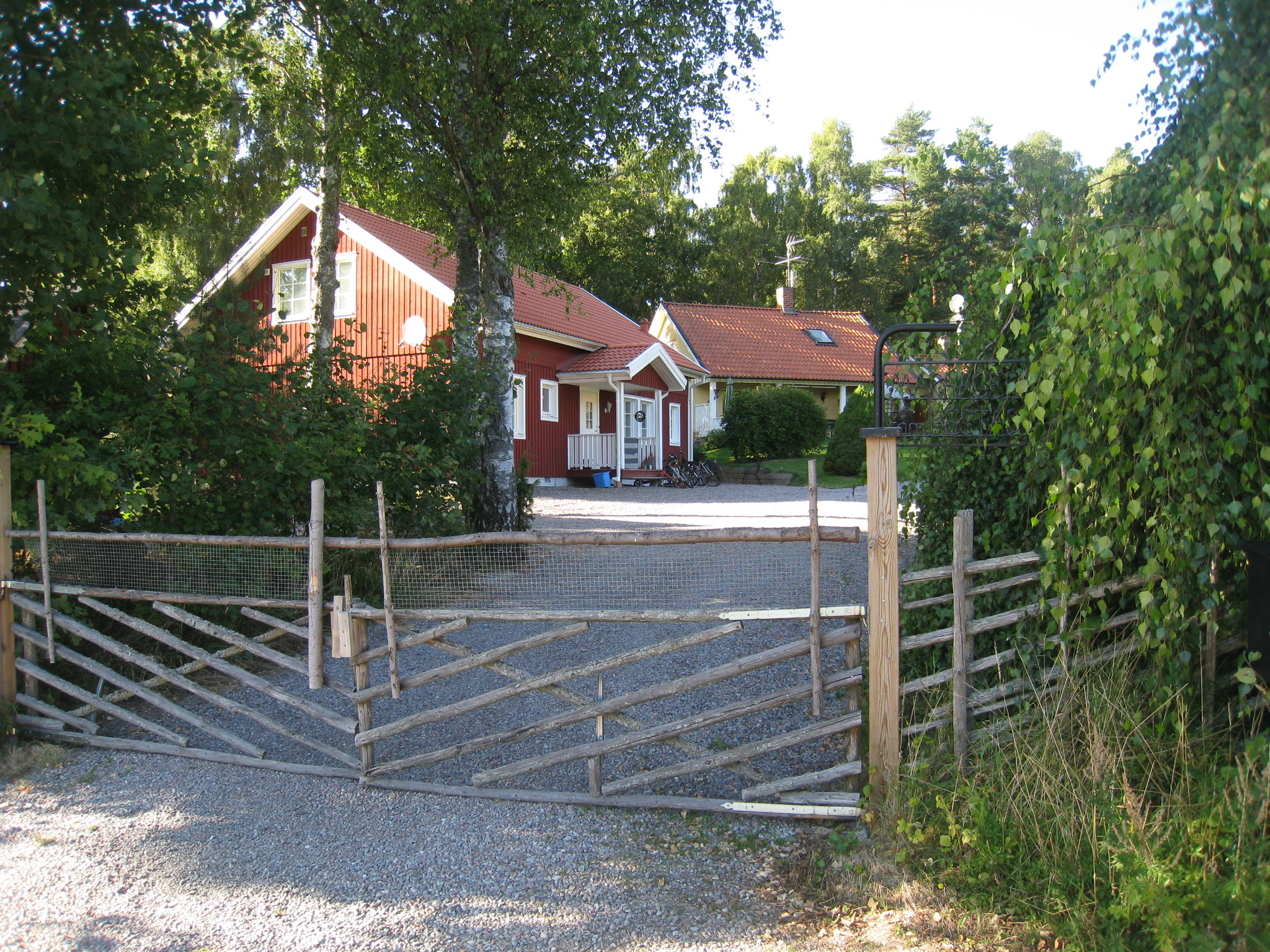
Marhagen, västra byggnaden.

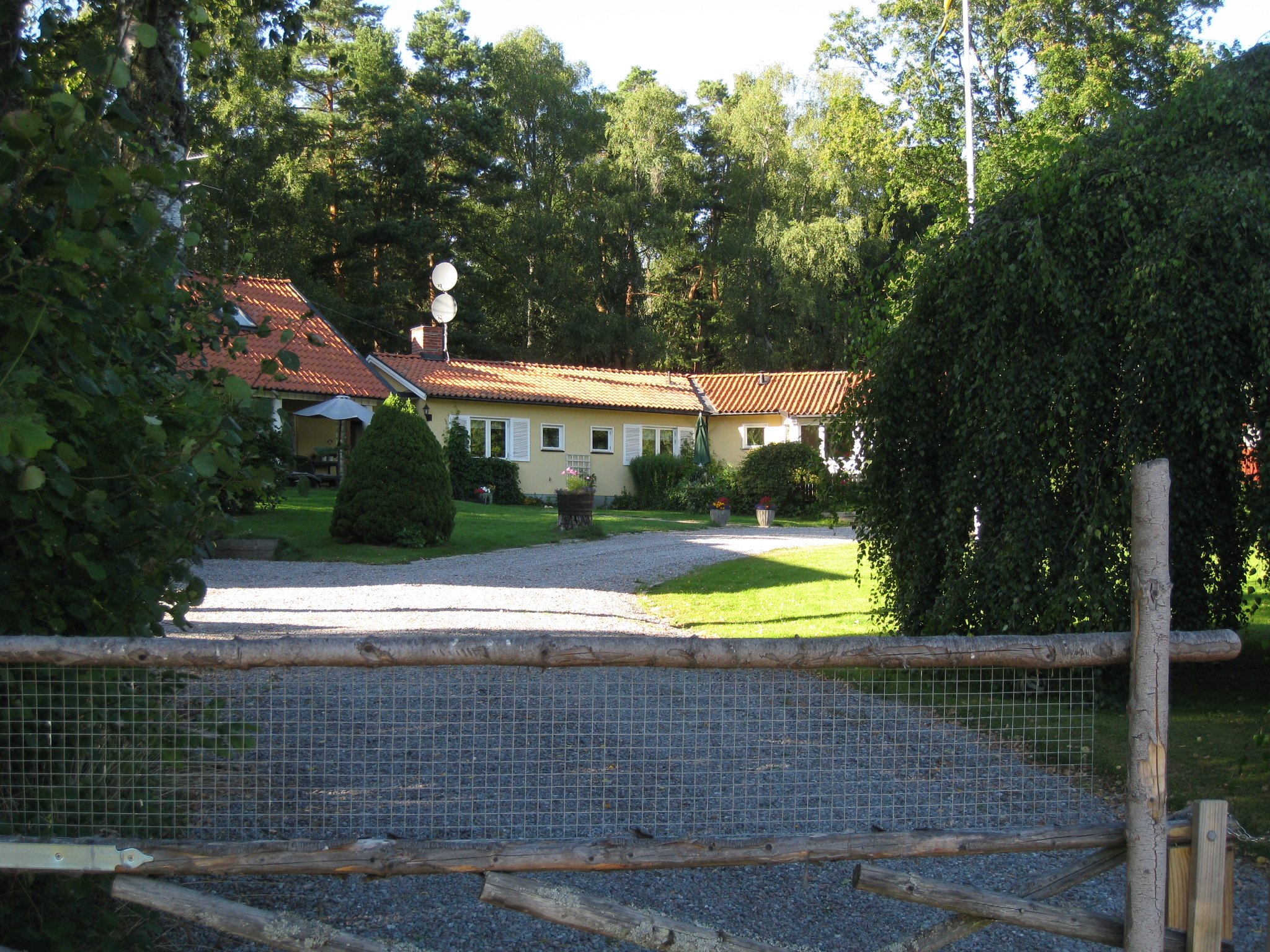
Marhagen, östra byggnaden.

Marhagen är en gård med bostadshus i Viksjö i Järfälla kommun i Stockholms län. Området utgör en del av det kulturlandskap som ligger i Görvälns naturreservat. Det var en gård under Görvälns slott. Dagens Marhagen har en sent tillkommen bebyggelse. Själva byggnaderna vid Marhagen ingår dock inte i Görvälns naturreservat, men det gör det omgivande kulturlandskapet. I en av byggnaderna vid Marhagen finns idag veterinärpraktik. Ibland kallas Marhagen för Malhagen.
Marhagen var upptaget i 1627 års boskapslängd. Marhagens torpplats är belägen på Marhagsvägen söder om Görvälns gård och 650 m öster om Henrikstorp utmed vägen som går mellan Snuten och Henrikstorp. Marhagen har troligen sitt namn efter en sankmark nära bebyggelsen. Ordet mar lever i Svealands dialekt särskilt vid kusten. En mar är där en grund, insjölik vassvik eller litet träsk. Ordet är besläktat med latinets mare "hav". Även vid Mälarens strand finns ordet mar. Det betyder "sankmark" i Kalmar och "sjöputt" i Alsike.

## Historik

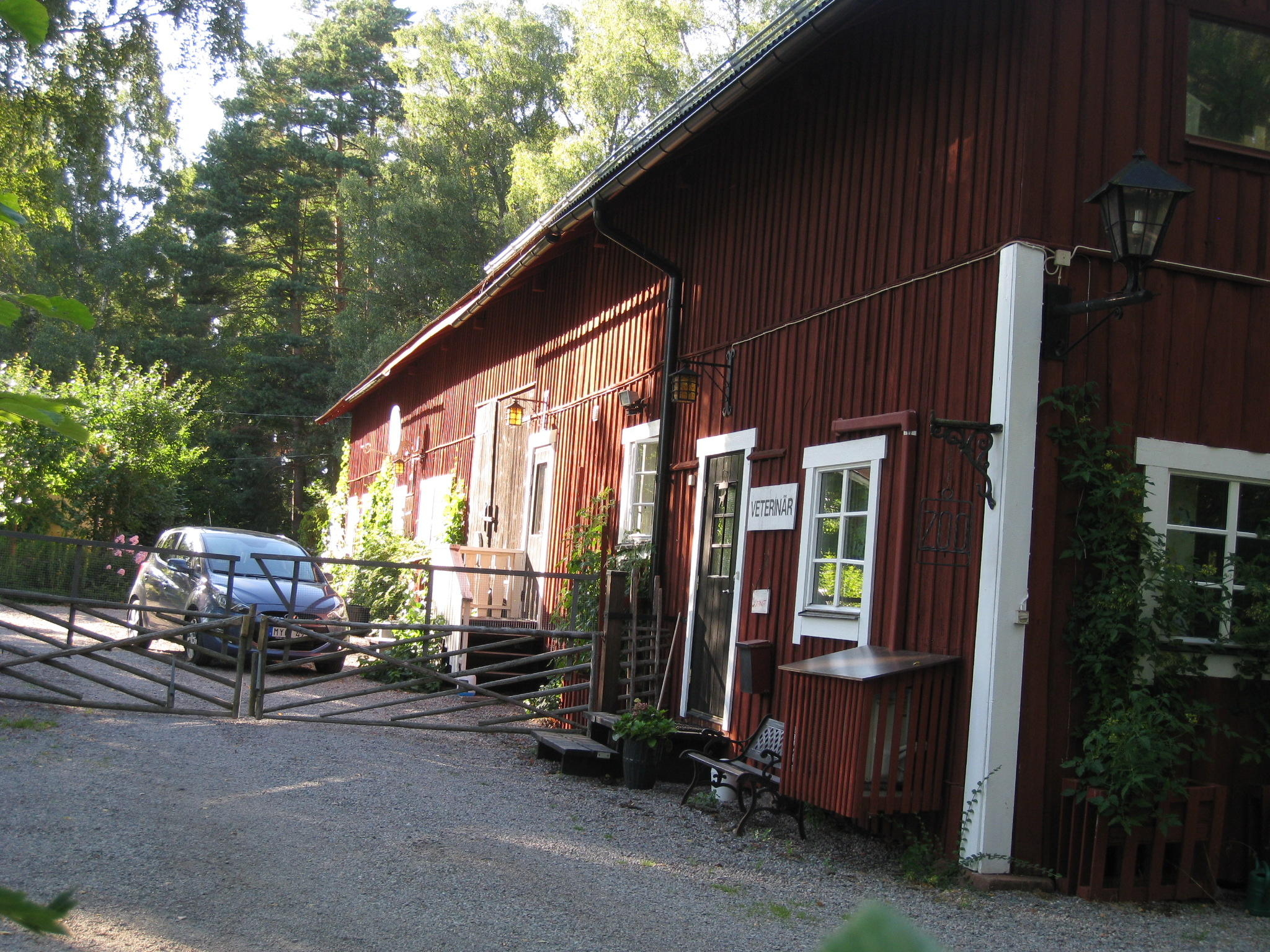
I den gamla ladugårdsbyggnaden finns nu veterinärpraktik.

Marhagen omtalas första gången 1627, det var, som ovan nämnts, upptaget i 1627 års boskaps- och utsädeslängd. Det var ett dagsverkstorp under Görväln och det var bebott från 1527 och in på 1940-talet. Marhagen brukades som dagsverkstorp till Görväln ända till 1910-talet och det var bebott till 1946. Ursprungligen låg huset på en åkerholme cirka 150 meter från den nuvarande gårdsplatsen. Där vittnar några gamla fruktträd och rester av en jordkällare om tidigare bebyggelse. Ännu på 1950-talet kvarstod fortfarande boningshuset, då mycket förfallet, samt ladugårdsbyggnaden.
År 1885 indelades Järfälla socken i skolområden och då bestämdes det Marhagen skulle ingå i Görvälns skolområde. Görväln med de underlydande gårdarna omfattades, förutom av Marhagen, av gårdarna Henrikstorp, Baset, Slammertorp, Lädersättra, Snuten, Lövholmen, Skäftinge, Skogstorp, Kallhälls banvaktsstuga och Kallhäll samt Viksjö med underlydande Hummelmora, Sandudden och Råsten.
Rakt söder om torpet Marhagen låg gården Högby, som omtalas första gången år 1538 och brukas av herr Erik. Gården låg cirka 500 m rakt söder om Marhagens torp och 1 km västnordväst om Viksjö gård, ganska nära vägen som gick från Viksjö gård till Råsten. Högby utgjorde 1 hemman och infördes i senare mantalslängder som 1 mantal. År 1545 ägdes Högby av Nils Ryning (1520-1578), som ännu 1562 ägde gården. På den gamla gårdsplatsen finns inga byggnader bevarade. Vid denna tid var Nils Ryning ägare av både Högby och Kallbrunna i Hummelmora hage. 1589 anges i jordeboken att Högby bestod av två gårdar, gården hade utökats från en till två gårdar och samtidigt försvann gården Kallbrunna ur jordeboken. Nils Ryning ägde även hemmanet Vam (Vamb), det tillhörde Ryning 1545 och år 1562 tillhörde det fortfarande Ryning. På Vams ursprungliga gårdsplats nära Viksjö gård finns nu inga byggnader bevarade.

## Görvälns båtsmanstorp
Marhagen nämns första gången i boskaps- och utsädeslängden 1627. Då beboddes Marhagen av Olof Jacobsson, som enligt längden har två kor och tre får. På kartan över Görväln 1701 finns förutom torpstugan vid Marhagen även en båtsmansstuga markerad. Den stugan återfinns inte på senare kartor. Görvälns båtsmanstorp låg cirka 125 m norr om Marhagen. Möjligen kan torpet avse den båtsmansstuga som finns markerad vid Marhagen på 1701 års karta över Görväln. Torpet nämns sporadiskt i kyrkoböckerna under 1700-talets tre första decennier. Båtsmansstugan, som inte längre finns kvar, låg troligen där ett mindre uthus nu ligger. Betydligt äldre än själva byggnaden är stengrunden till båtsmanstorpet. I närheten finns också ett mycket gammalt päronträd.

## Bronsåldersröse

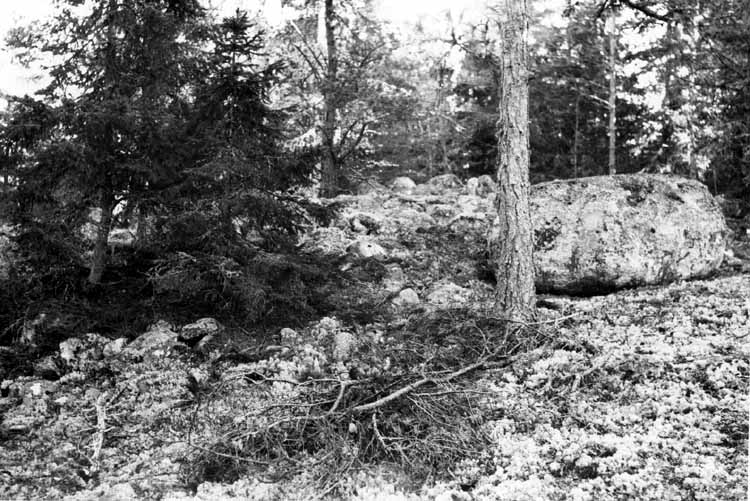
Stensättning, rund, fylld, 200 m västnordväst om Marhagens ladugård, kan eventuellt vara ett odlingsröse.
Fotografi från 1951.

Cirka 160 m nordöst om Marhagens gamla ladugård finns ett röse från bronsåldern. Röset är 12-14 m i diameter och 0,5-1,3 m högt och det torde tillhöra Järfällas äldsta fasta fornlämningar av bronsålderskaraktär.

## Naturen i området
Området kring Marhagen har en stor variationsrikedom av naturtyper. De olika naturtyperna vittnar om att området brukats av människan under långa tider. Det omväxlande landskapet ger stor artrikedom både vad gäller djur och växter. I området förekommer ett flertal olika traditionella typer att bruka marken såsom åkerbruk, skogsbruk, bete och slåtter.
Vid Marhagen söder om Mälarvägen, där Görvälnsvägen börjar, ligger tre långsmala De Geer-moräner. Moränryggarna omges av vallodling och området betas av får. I dikeskanten som går parallellet med hagen vid Henrikstorp, längs med Mälarvägen, växer bland många andra kärlväxtarter, bestånd av jungfrulin, ängsnycklar, ängsskära, brudbröd och natt och dag. Denna artrikedom vittnar om hur viktiga dessa triviala biotoper är.
Öster om ryggarna, i åkern vid Högby, finns en välutbildad läsidesmorän, som geovetenskapen kallar den. Läsidesmoränen, som är 200 m lång, ligger på en långsträckt kulle i åkern vid Högby vid nedre delen av Råstensvägen. Några hundra meter från Marhagen i vinkeln mellan Mälarvägen och Råstensvägen ligger den långsträckta kullen i åkern. Huvuddragen är klarlagda om hur den har bildats, men exakt hur den har bildats känner ingen till. Moränen samlades och pressades bakom bergskärnan när inlandsisen sakta rörde sig söderut i kullens norra del. Isen som kom norr ifrån pressades upp mot bergskärnan. Ett hålrum bildades bakom kärnan. I hålrummet lossnade sten och jord som isen fört med sig och blev liggande som i en halv strut bakom berget. Ändmoränen ligger vinkelrätt mot isens rörelseriktning och leran har pålagrats senare. Läsidesmoränen ligger alldeles vid naturreservatets gräns. Just denna läsidesmorän ser ut "precis så som en läsidesmorän ska göra". 

## Bilder på kulturlandskapet vid Marhagen

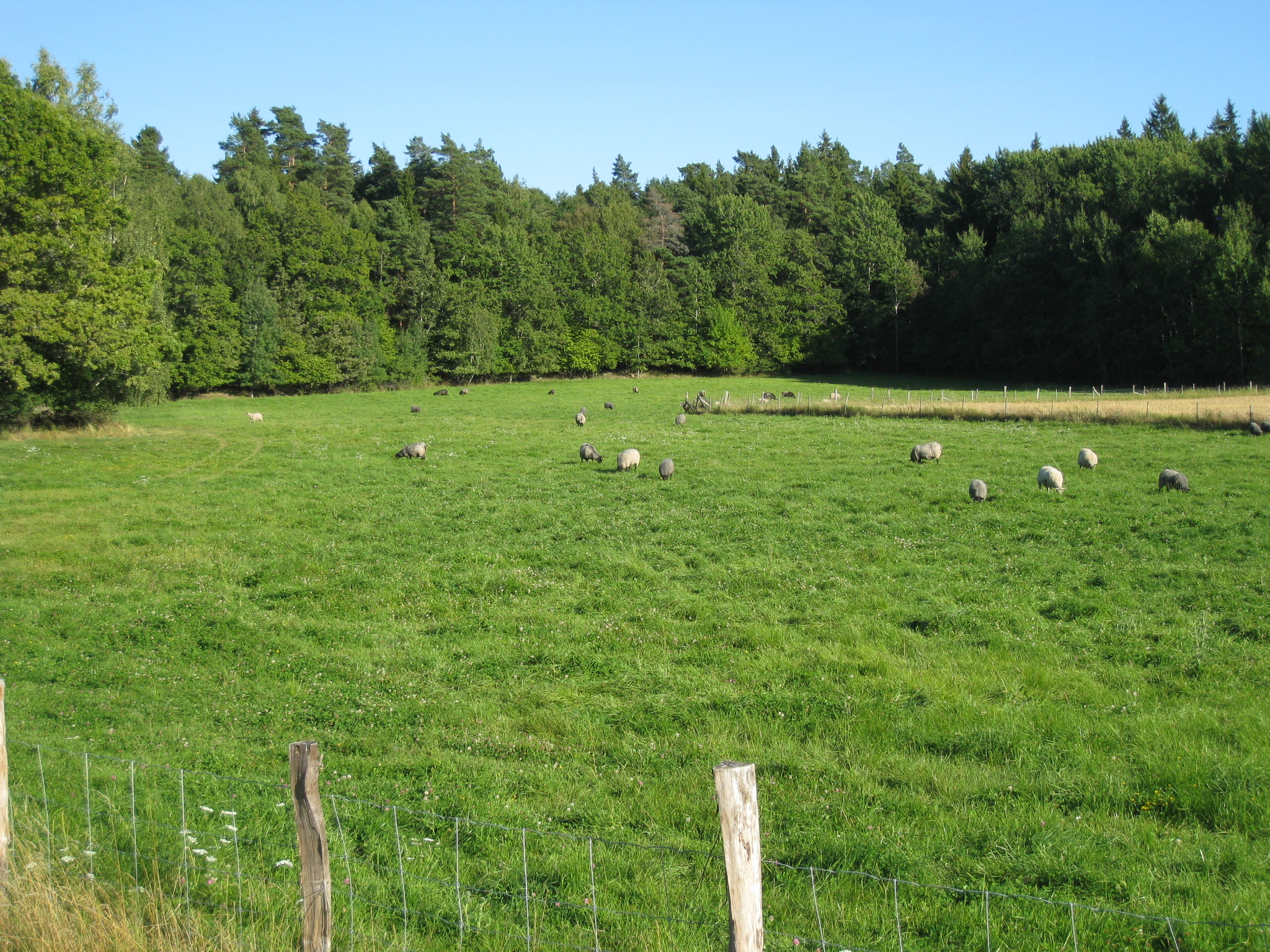
Beteshage med får, vy mot öster.
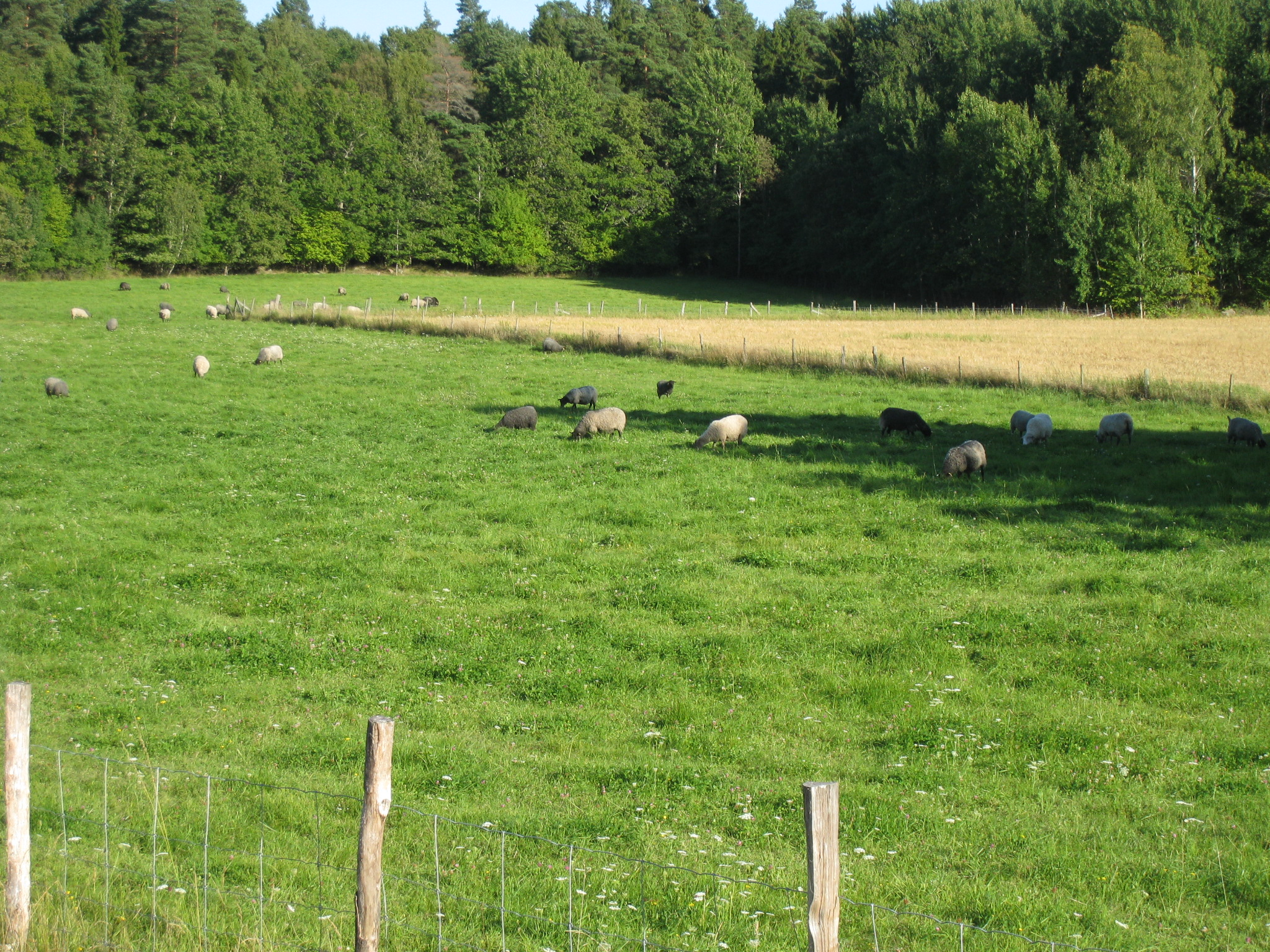
Beteshage med får, vy mot öster.
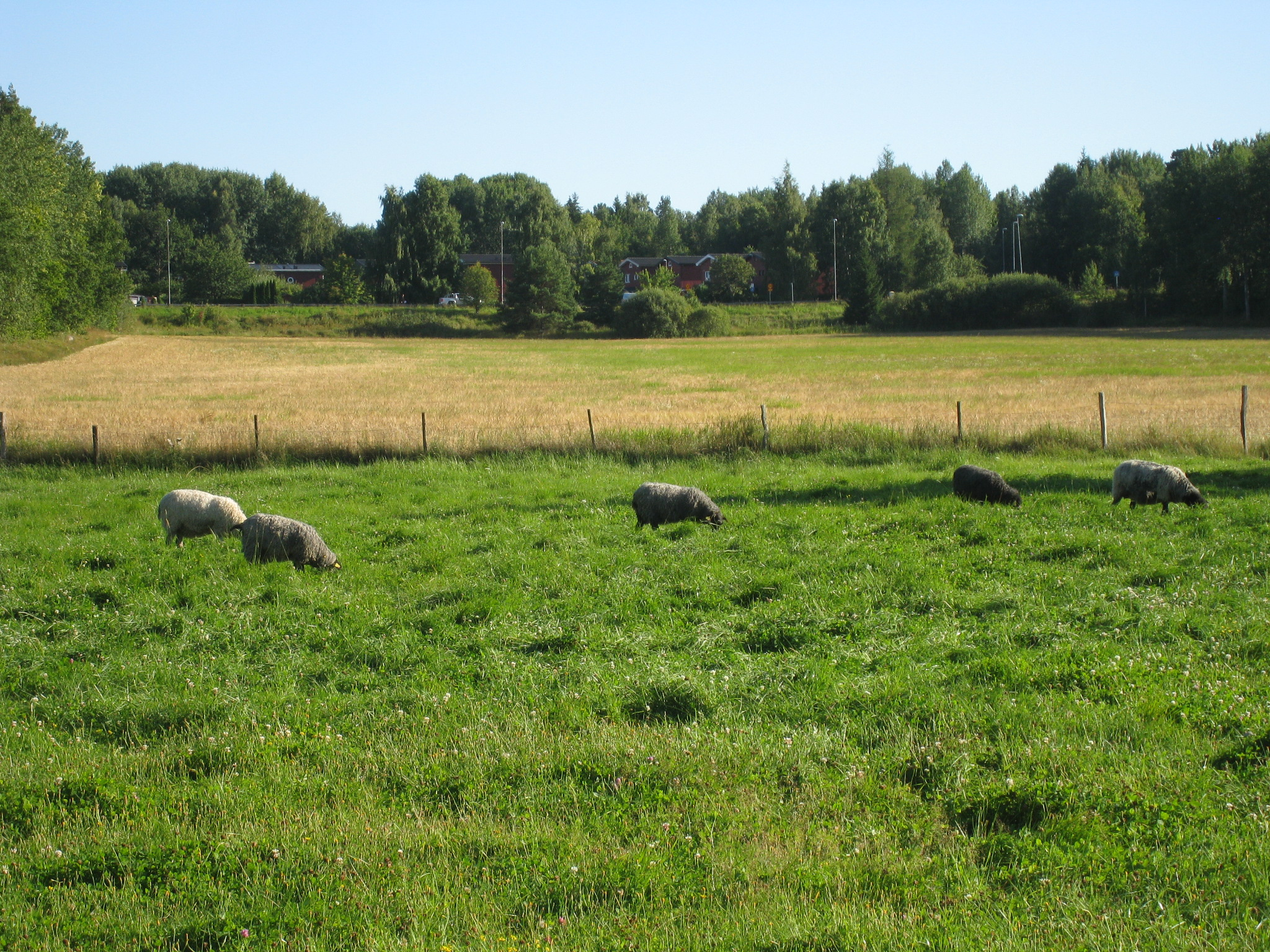
Beteshage med får, vy mot söder.
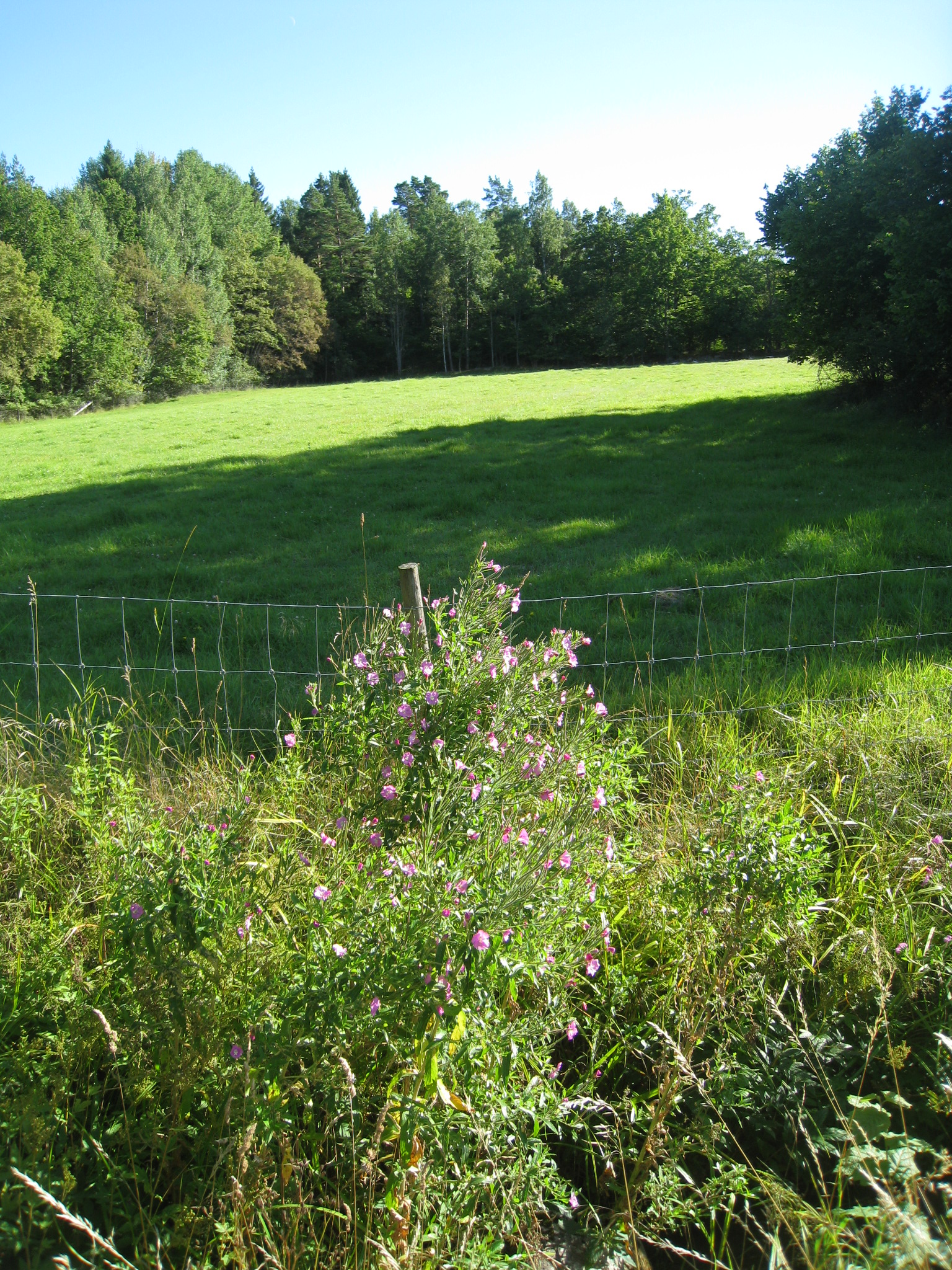
Skog och beteshage samt nyponbuske i förgrunden.
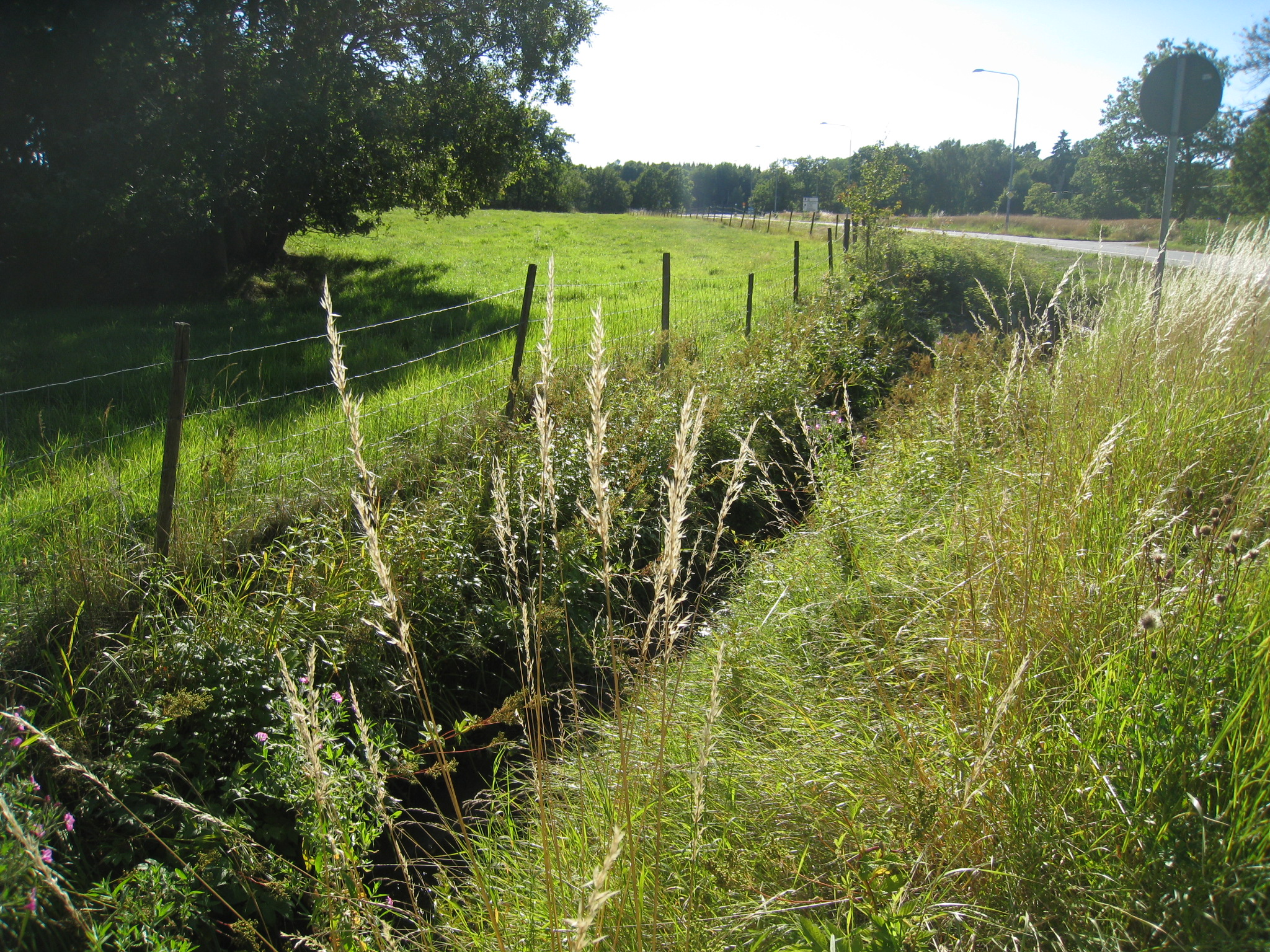
Dike vid Mälarvägen.
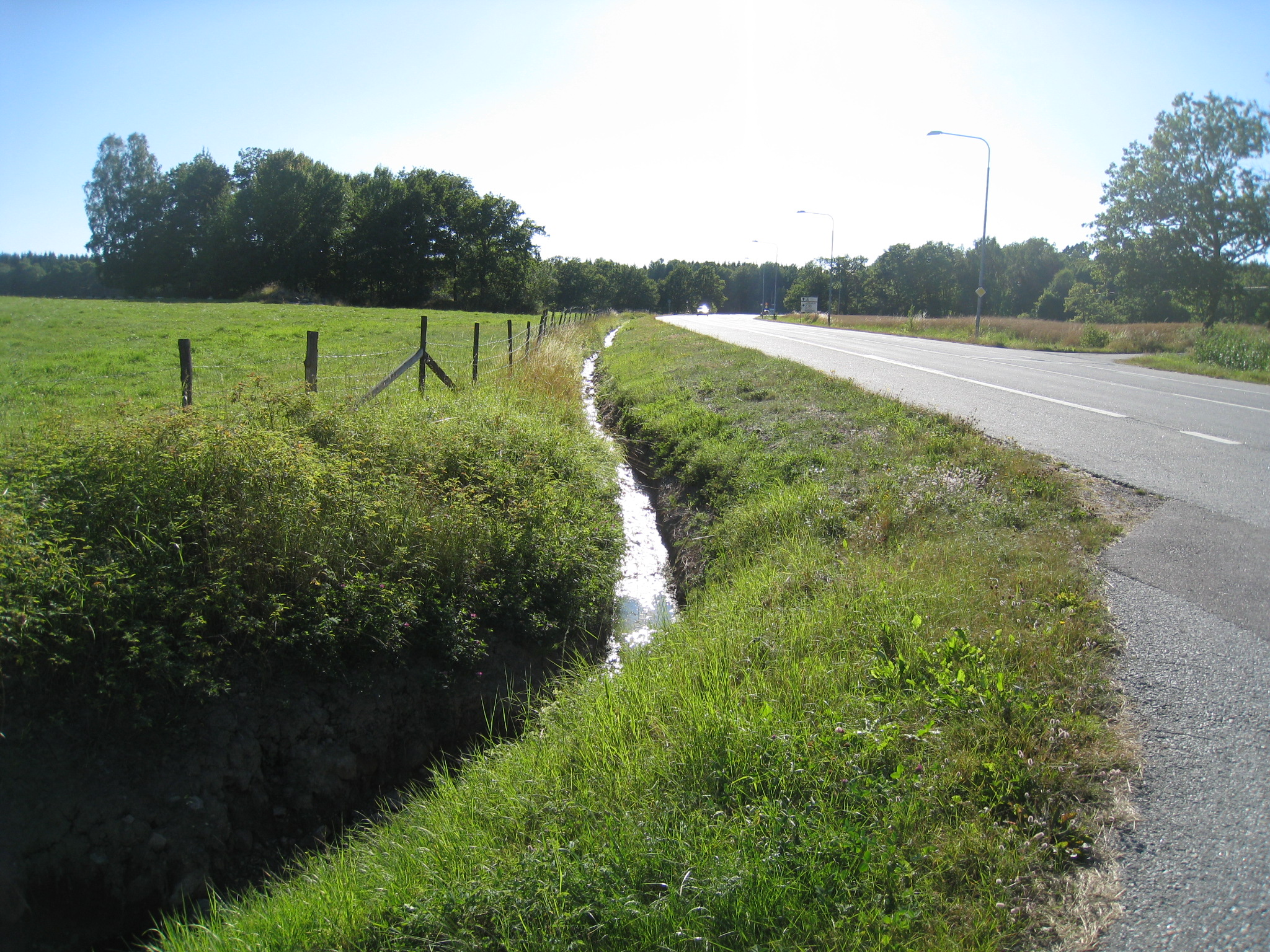
Dike vid Mälarvägen och De Geer-morän till vänster.
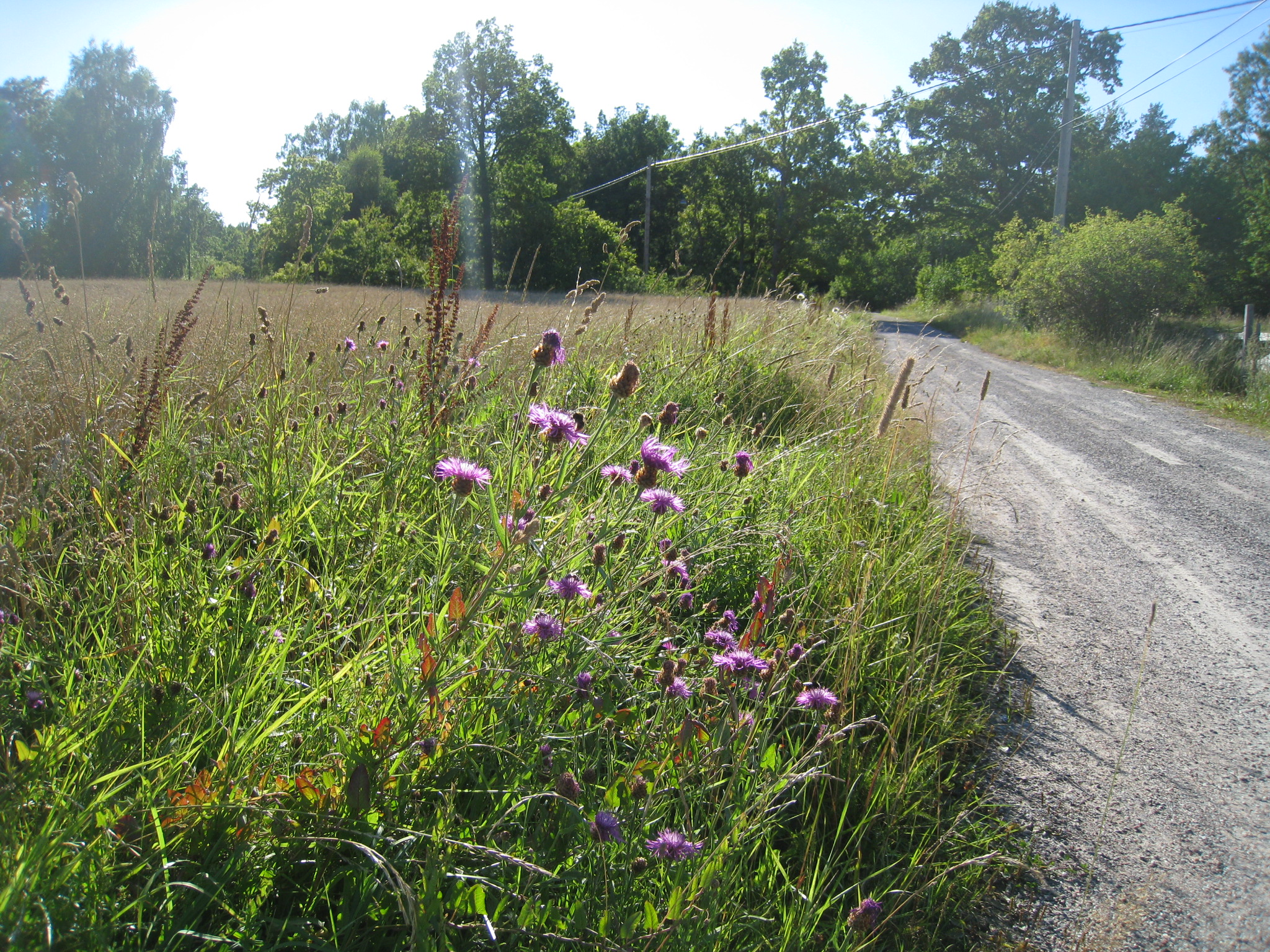
Väster om Marhagen nära Henrikstorp växer ängsskära (Serratula tinctoria).
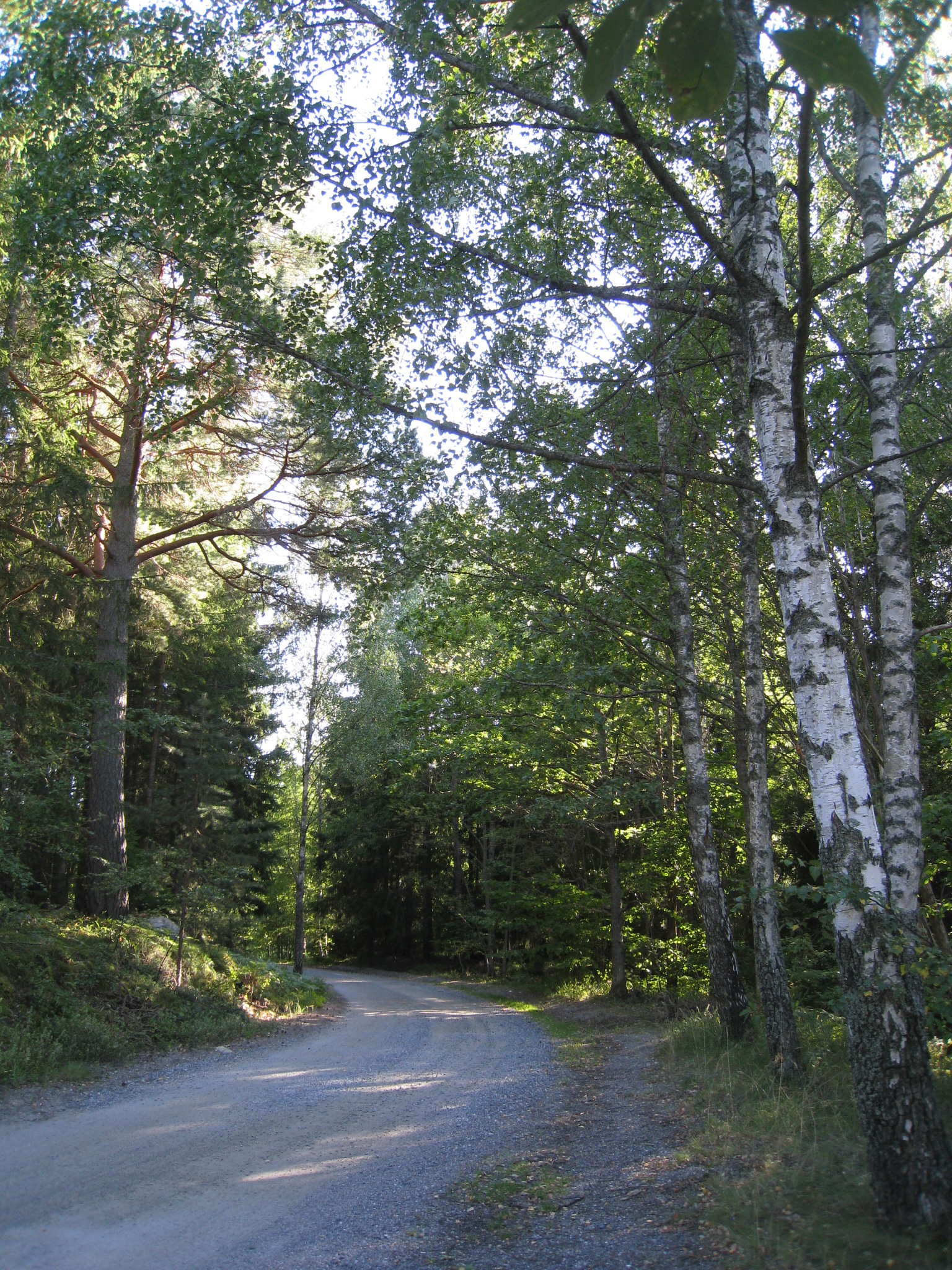
Marhagsvägen österut.

## Nya projekt vid Marhagen
Enligt en artikel i Dagens Nyheter den 1 september 2015 ska man i Järfälla bygga kajer mot skogen. I Järfälla ska en ny skogskaj ge plats för bostäder mot Görvälns naturreservat. I boken ”Kajer mot det gröna”, en handbok i stadsplanering, presenteras ett 50-tal verktyg som kan användas för att skapa något bättre än det som byggts de senaste 50 åren. Man väntar just nu på klartecken från politikerna för ett pilotprojekt i Marhagen i konsten att bygga kajer mot det gröna. Järfälla står inför några decennier av intensivt byggande och både den nya Barkarbystaden och behovet av att utveckla stadsdelar med 40-50 år på nacken är centrala frågor i kommunhuset i Jakobsberg. Marhagen ligger just där den breda Mälarvägen övergår i en smalare väg in i Görvälns naturreservat. Ingen skyddad natur och inga av de omdiskuterade gröna kilarna berörs av byggtankarna. Några småbitar av Görvälns naturreservat bebyggs, mot att reservatet tillförs andra bitar, som idag inte är skyddade.
Kajer mot vatten utnyttjas alltid i nya bostadsområden för att "skapa attraktiva mötesplatser, i regel i form av promenadstråk på trädäck kantade av restauranger, fik och gym. Sådana attraktioner kan skapas även om kajen vetter mot skogar eller ängar". De här kajerna mot det gröna ska bli så attraktiva att det skapas ett starkt intresse av att bygga och bo här, enligt arkitekten.